# Baruch Goldstein
Baruch Goldstein szül. Benjamin Goldstein (Brooklyn, 1956. december 9. – Hebron, 1994. február 25.) orvos végzettségű zsidó vallási szélsőséges, aki az 1994-ben a hebroni Jézus születési helyének tulajdonított barlangnál elkövetett mészárlásért volt felelős, amelyben egymaga 29 palesztint mészárolt le, további 125-öt megsebesített. Goldsteint a tömeggyilkosságot túlélők verték agyon.
Goldstein tette még egyes radikálisabb zsidókat is megdöbbentett. A véres események azonnal hatalmas erőszakhullámot indítottak el a térségben. Jichák Rabin akkori izraeli államfő a Kneszetben kijelentette szégyelli magát, mint zsidó. A kormány tömeges letartóztatásokba kezdett a néhai ultranacionalista Meir Kahane követői között, s törvényen kívül helyezte a szélsőséges Kach mozgalmat, melynek Goldstein is tagja volt. Továbbá megtiltotta egyes zsidó telepeseknek a belépést palesztin városokba. A Palesztinai Felszabadítási Szervezet követelte ugyan, hogy fegyverezzék le a zsidó telepeseket, ezt a Rabin-kormány nem tette meg, így az erőszak folytatódott Palesztinában.
További megkérdőjelezhető intézkedések is történtek, így a palesztinok kitiltása a hebroni zsidó telepről, illetve az ahhoz közeli utcákról, ahol sok palesztinnak volt üzlete; kizárólag az izraelieknek és külföldieknek engedélyezve a hozzáférést.
Goldsteinre az izraeli és más zsidó szélsőségesek a mai napig hősként, mártírként tekintenek. Sírja zarándokhellyé vált, bár 1999-ben hozott izraeli törvény elfogadását követően az izraeli hadsereg lebontotta. Csupán a sírköve maradt meg, amelyen a felirat tisztaszívű mártírnak nevezi Goldsteint.

## Tanulmányai
Goldstein az Amerikai Egyesült Államokban született ortodox zsidó családban, Israel és Miriam Goldstein gyermekeként. Tanulmányait egy ottani zsidó vallási magániskolában végezte, majd a New Yorkbéli zsidó egyetemen, a Yeshiván folytatta felsőfokú tanulmányait, végül a bronxi Albert Einstein Orvostudományi Főiskolá-n nyert orvosi képzést 1977-ben. Meir Kahanét (eredeti nevén Martin David Kahane) már gyerekkora óta ismerte és fiatal felnőttként már tagja volt a Zsidó Védelmi Ligá-nak.

## Élete Izraelban
Goldstein 1983-ban vándorolt Izraelbe és az Izraeli Védelmi Erőknél volt orvos előbb mint sorköteles, majd pedig tartalékos őrnagyi fokozatban. Leszerelését követően a Hebron melletti Kirját-Arba zsidótelepen élt és dolgozott, ahol gyakran volt sürgősségi ellátáson és a palesztin-zsidó összecsapások sérültjeit kezelte. Ekkoriban vette fel a Baruch (magyarosan Báruk) nevet és feleségül vett egy Miriam nevű nőt, aki a Szovjetunióból vándorolt Izraelbe. A házasságából négy gyermeke született.
Goldstein már kezdetektől fogva nem rejtette véka alá az arabok iránti gyűlöletét. Oly mértékű volt ez az ellenszenve, hogy a hippokratészi esküjét megszegve az izraeli haderő kötelékében szolgáló arab nemzetiségűeket sem volt hajlandó kezelni, de ellenségeskedése bármilyen más nemzsidó emberre is ugyanúgy irányult. Nyíltan vallotta, hogy az ősi zsidó törvényekkel ellentétes a nemzsidókkal való egyenlő bánásmód, miként a fizetés is. A Kach mozgalomban aktívan szerepet vállalt, amely az 1984-es választásokon harmadik helyet ért el a Kneszet pártlistáján. A választásokon Goldstein is indult Kirját-Arba jelöltjeként.
Goldstein indulatosan támadta az izraeli kormányt és a hatóságokat, a demokratikus izraeli berendezkedést a náci Németország zsidóellenes rendszeréhez hasonlította, ezt demonstrálandó pedig ő maga sárga csillagot kezdett viselni német Jude felirattal.

## A hebroni mészárlás
1994. február 25-én Goldstein egymaga tartalékos katonai egyenruhában belépett a Jézus születési barlangjánál található mecsetbe, ahol körülbelül 800 muzulmán tartózkodott. Goldstein egy Galil-típusú gépkarabélyból golyózáport zúdított az imádkozó tömegre, akik közül 29-en vesztették életüket, 125-en pedig megsebesültek. A mecsetőr szerint Goldstein nem vaktában lövöldözött, hanem célzottan, eleve azt a benyomást keltve, hogy a lehető legtöbb embert kívánja megölni. A tömeg jobbára menekülőre fogta, míg mások Goldsteinra támadtak és megölték.

## A mészárlás hatása
A hebroni események nyomán rögvest elszabadult a pokol. A palesztinok és az izraeli hadsereg között zavargások és lövöldözések törtek ki, amely 25 palesztin és 5 izraeli életét követelte. Az izraeli kormány a hebroni palesztinokra kéthetes kijárási tilalmat vetett ki, míg 400 zsidó telepesnek engedélyezte a szabad mozgást. Rabin rögvest érintkezésbe lépett a Palesztinai Felszabadítási Szervezettel és Jasszer Arafattal, akinek leszögezte, hogy az eset egy gyűlöletes bűncselekmény volt.
A támadás sokkolóan, sőt kínosan hatott radikális felfogású zsidókra is, akik bár szemben álltak a palesztinokkal, de meggyőződésük volt, hogy fegyvertelen civilek ellen zsidó nem követhet el ilyen jellegű bűncselekményt.
Rabin a Kneszetben nyílt beszédben szólalt fel a Goldsteinhez hasonló ultraszélsőségesek ellen, akik szerinte nem részei Izrael közösségének, hanem gyomok, akik megbecstelenítették ezáltal a cionizmust és a judaizmust.
Goldstein felesége ellenben panasszal élt és követelte, hogy férje tettét ne minősítsék bűncselekménynek a hatóságok. Az özvegy később pert indított amiatt, hogy az áldozatoknak az izraeli állam kártérítést ítélt meg, de a pert elvesztette.
A következő időszakban törvényen kívül helyezték a Kach mozgalmat és lefegyvereztek jó néhány ismerten radikális szemléletű zsidó telepest, azonban más telepesek megtarthatták fegyvereiket.
Goldsteint szülőközössége, az ortodox zsidók is megbélyegző módon elítélték, Izraelben pedig, mint őrültet kezdték emlegetni.

## Sírhelye és emléke
Goldsteint nem engedték a hebroni zsidótemetőben eltemetni, ezért lakóhelyén, Kirját-Arbában kapott nyughelyet, azon emlékpark közelében, amelyet a zsidó szélsőségesek Meir Kahane emlékére hoztak létre. A sírhelyből rögvest a szélsőségesek zarándokhelye lett, föléje mauzóleumot emeltek, az évek során pedig volt, hogy 10 ezer ember látogatta. Az emlékhely ellen a Munkapárt már 1996-tól szót emelt. 1999-ben elfogadtak egy törvényt, amely terroristának minősülő személyek sírhelyénél megtiltja emlék- vagy imahelyek létesítését, ezért a mauzóleumot a hadsereg eldózerolta, csupán magát a sírt és a sírkövet hagyta meg. Ennek ellenére magát a sírhelyet még mindig látogatják a szélsőségesek.
Goldstein temetésén olyan tekintélyes rabbik vettek részt, akik vele hasonló nézeteket osztottak, így a Tórára hivatkozva nem tartották bűnös cselekedetnek palesztinok megölését. Jakov Perrin rabbi egyenesen azt mondta a temetésen, hogy egymillió arab élete sem ér annyit, mint egy zsidó ember körme, Goldsteint pedig a lehető legtökéletesebb embernek nevezte, aki képes lett volna ennek az elgondolásnak érvényt szerezni. Kirját-Arba rabbija, Dov Lior szerint Goldstein szentebb a holokauszt összes mártírjánál. Arra is történt már hivatkozás, hogy Goldstein tettével egy állítólagos nagy terrortámadást előzött volna meg.
A Goldstein sírjához történő zarándoklatok már az első hetekben megtörténtek több százfős csoportokban, ahol a tömeggyilkost éltették, imádkoztak érte, táncoltak és énekeltek, Goldsteint pedig Izrael szentjé-nek, Izrael hősé-nek nyilvánították. A hebroni mészárlást az ultraszélsőségesek évente megünneplik, ilyenkor egyesek a gyerekeiket is Goldsteinhez hasonlatosan öltöztetik fel.
Emlékére dalok is születtek, amelyeket szélsőségesek főleg Purim napján adnak elő (a mészárlás is pont az ünnepnapon történt), kifejezetten az arabok provokálására.

## Fordítás
- Ez a szócikk részben vagy egészben  a   Baruch Goldstein című angol Wikipédia-szócikk fordításán alapul.  Az eredeti cikk szerkesztőit annak laptörténete sorolja fel. Ez a jelzés csupán a megfogalmazás eredetét és a szerzői jogokat jelzi, nem szolgál a cikkben szereplő információk forrásmegjelöléseként.